# FC 아라라트 예레반
FC 아라라트 예레반(아르메니아어: Ֆուտբոլային Ակումբ Արարատ Երևան)은 아르메니아 예레반의 축구 클럽으로 현재는 아르메니아 프리미어리그에 참가하고 있다. 1935년 스파르타크라는 이름으로 창단되었으며 1963년 지금과 같은 이름으로 변경되었다.
소비에트 연방 시절인 1949년부터 1950년까지, 1960년부터 1963년까지, 1965년부터 1991년까지 소비에트 톱 리그에 참가한 경력이 있다. 1973년 소비에트 톱 리그와 소비에트 컵에서 우승을 차지했으며 1975년 소비에트 컵에서 다시 한 번 우승을 차지했다. 1973년 소비에트 연방 리그 우승 팀 자격으로 1974-75 유러피언컵에 참가했는데 8강전에서 서독의 바이에른 뮌헨에 합계 1-2로 패배했다.

## 성적
- 소비에트 톱 리그 1회 우승 (1973)
- 소비에트 1부 리그 1회 우승 (1965)
- 소비에트 컵 2회 우승 (1973, 1975)
- 아르메니아 프리미어리그 1회 우승 (1993)
- 아르메니아 컵 5회 우승 (1993, 1994, 1995, 1997, 2008)
- 아르메니아 슈퍼컵 1회 우승 (2008)

## 선수 명단

### 현역
참고: FIFA 자격 규정에 따라 소속된 국가대표팀 국기를 표시합니다. 선수는 복수의 FIFA 비회원국 국적을 가지고 있을 수 있습니다.
| 번호 | 포지션 | 국적   | 이름                   |
| ---- | ------ | ------ | ---------------------- |
| 5    | MF     | 튀니지 | 라야네 음조기          |
| 6    | MF     | 세네갈 | 알라산 페이            |
| 12   | DF     | 가나   | 클린턴 돔빌라          |
| 15   | FW     | 말리   | 칼리팔라 마마두 둠비아 |
| 18   | DF     | 말리   | 맬릭 아지즈 버트       |

| 번호 | 포지션 | 국적 | 이름          |
| ---- | ------ | ---- | ------------- |
| 82   | GK     |      | 티아고 고메스 |

## 같이 보기
- 아르메니아 축구 연맹